# TO1
TO1(em coreano: 티오 원; anteriormente conhecido como TOO) (estilizado em maiúsculas) é um boy group sul-coreano de 9 membros formado pelo reality show da Mnet de 2019 "To Be World Klass". A formação final do grupo foi anunciada em 6 de dezembro de 2019, com alterações feitas em 7 de dezembro. O grupo estreou em 1 de abril de 2020 e rebatizado para TO1 em 28 de março de 2021.

## História

### 2020: Debut eRoad to Kingdom
Em 20 de março, foi anunciado que o grupo participaria do concurso de reality show Road to Kingdom da Mnet. Eles foram o segundo grupo eliminado no sétimo episódio.
O grupo estreou com seu primeiro mini-álbum "Reason For Being: Benevolence" no dia 1º de abril, com a faixa-título "Magnolia".
Em 15 de julho, o grupo lançou seu segundo mini-álbum Running TOOgether, com a faixa-título "Count 1, 2."
Em 13 de agosto, no 2020 Soribada Awards, TO1 ganhou o "New Artist Award", seu primeiro prêmio desde a estreia.

### 2021: Novo nome do grupo e re-debut
Em 13 de janeiro, CJ ENM e n.CH Entertainment estiveram envolvidos em disputas de gerenciamento, onde CJ ENM alegadamente rescindiu seu contrato de gestão com n.CH Entertainment. Um dia depois, a n.CH Entertainment respondeu às disputas declarando que seu contrato não foi formalmente assinado por meses e que nenhuma despesa foi paga desde agosto de 2020.
Foi anunciado no dia 28 de março que o nome do grupo mudou de TOO para TO1.
TO1 fez sua re-estreia com seu primeiro mini-álbum "Re: Born" no dia 20 de maio, com a faixa-título "Son of Beast".
Fizeram seu primeiro comeback como TO1 no dia 5 de novembro de 2021, com seu segundo mini-álbum "Re:alize" e a faixa titulo "No more X"

## Membros

### Membros atuais
- Donggeon (동건)
- Chan (찬)
- Jisu (지수)
- Jaeyun (재윤)
- J.You (제이유)
- Kyungho (경호)
- Daigo (다이고)
- Renta (렌타)
- Yeojeong (여정)

### Ex-membros
- Chihoon (치훈)
- Minsu (민수)
- Jerome (제롬)
- Woonggi (웅기)

## Discografia

### Extended plays
| Título                                 | Detalhes | Melhores posições nas paradas | Vendas        |
| Título                                 | Detalhes | KOR                           | Vendas        |
| -------------------------------------- | --- | ----------------------------- | ------------- |
| Reason for Being: Benevolence (as TOO) | - Lançado: 1º de abril de 2020 - Gravadoras: n.CH, Stone Music - Formatos: CD, digital download Track listing 1. Magnolia (매그놀리아) 2. Take It Slow (오늘은 이만큼) 3. Don't Fear Now (피어나) 4. Everything's Gonna Be Alright (기억해요) 5. You Can't Hurry Love | 4                             | - KOR: 27,798 |
| Running TOOgether (as TOO)             | - Lançado: 15 de julho de 2020 - Gravadoras: n.CH, Stone Music - Formatos: CD, digital download Track listing 1. Count 1, 2 (하나 둘 세고) 2. Step By Step 3. Better 4. Taillight 5. Dancing In The Moonlight                                                         | 9                             | - KOR: 46,202 |
| Re:Born                                | - Lançado: 20 de maio de 2021 - Gravadora: Stone Music - Formatos: CD, digital download Track listing 1. Reborn (Intro.) 2. Son of Beast 3. 매운맛 4. Surf 5. Hello Goodbye 6. With You (너만 있다면) 7. Son of Beast (English Ver.) 8. 피어나 (TO1 Ver.)             | ASA                           | ASA           |
| Re:Alize                               | - Lançado: 05 de novembro de 2021 - Gravadora: Stone Music - Formatos: CD, digital download Track listing 1. Realize (Intro.) 2. No More X 3. GOLDEN 4. Prayer 5. In My Light 6. 신기루 (Mirage) 7. No More X (English Ver.) 8. Infinite City (CD Only)               | 7                             |               |

### Singles
| Título                                                                        | Ano  | Melhores posições nas paradas | Álbum                         |
| Título                                                                        | Ano  | KOR                           | Álbum                         |
| TOO                                                                           | TOO  | TOO                           | TOO                           |
| ----------------------------------------------------------------------------- | ---- | ----------------------------- | ----------------------------- |
| "Magnolia" (매그놀리아)                                                       | 2020 | —                             | Reason For Being: Benevolence |
| "Count 1, 2" (하나 둘 세고)                                                   | 2020 | —                             | Running TOOgether             |
| TO1                                                                           |      |                               |                               |
| "Son of Beast"                                                                | 2021 | ASA                           | Re:Born                       |
| "No More X"                                                                   | 2021 | ASA                           | Re:Alize                      |
| "—" denota lançamentos que não traçaram ou não foram lançados naquela região. |      |                               |                               |

## Filmografia
- To Be World Klass (Mnet, 2019)
- Road to Kingdom (Mnet, 2020)
- TOO Mystery (Mnet, 2020)]
- [KCON:TACT] TOO REAL IDOL 24Hr. (Mnet, 2020)
- Welcome 2 house (Mnet, 2021)
- T.O.1Day (Mnet, 2021)

## Videografia
| Ano  | Título                      | Álbum                 | Diretor(es)                       |
| ---- | --------------------------- | --------------------- | --------------------------------- |
| 2020 | "Magnolia" (매그놀리아)     | Reason For Being : 인 | JA KYOUNG KIM (Flexible Pictures) |
| 2020 | "Count 1, 2" (하나 둘 세고) | Running TOOgether     | Junwoo Lee (Salt Film)            |
| 2021 | "Son of Beast"              | Re:Born               | -                                 |
| 2021 | "No more X"                 | Re:alize              | -                                 |

## Prêmios e indicações
| Cerimônia de premiação       | Ano  | Categoria                    | Nomeado(s)/Trabalho(s) | Resultado | Ref.   |
| ---------------------------- | ---- | ---------------------------- | ---------------------- | --------- | ------ |
| Asia Artist Awards           | 2020 | Male Singer Popularity Award | TOO                    | Indicado  | [ 15 ] |
| Korea First Brand Awards     | 2020 | New Male Artist Award        | TOO                    | Indicado  | [ 16 ] |
| Soribada Best K-Music Awards | 2020 | Rookie Award                 | TOO                    | Venceu    | [ 17 ] |
| Mnet Asian Music Awards      | 2020 | Best New Male Artist         | TOO                    | Indicado  | [ 18 ] |
| Mnet Asian Music Awards      | 2020 | Artist of the Year           | TOO                    | Indicado  | [ 18 ] |
| Mnet Asian Music Awards      | 2020 | Worldwide Icon of the Year   | TOO                    | Indicado  | [ 18 ] |
| Golden Disc Awards           | 2021 | Rookie Artist of the Year    | TOO                    | Indicado  | [ 19 ] |